# علي ساندرز
علي ساندرز (بالإنجليزية: Ali Sanders)‏ هي مجدفة بريطانية، ولدت في 15 ديسمبر 1970 في Hertford ‏ في المملكة المتحدة.

## وصلات خارجية
- علي ساندرز على موقع الاتحاد الدولي للتجديف (الإنجليزية)
- علي ساندرز على موقع أوليمبيديا (الإنجليزية)